# 桃花源粵劇工作舍
桃花源粵劇工作舍（英語：Utopia Cantonese Opera Workshop）是香港一個粵劇表演藝術團體，成立於1999年，初期以註冊社團形式運作，2001年起改組為擔保有限公司並根據《稅務條例》第88條註冊為慈善團體。現任董事會主席是張家龍，吳國亮擔任營運及創作總監。劇團代表作品包括：《三界：人鬼神》、《西施》、《拜將臺》、《紫玉成煙》（與香港舞蹈團合作）、《落花滿天• 管弦光影之旅》（與香港管弦樂團及澳門樂團合作》等。
劇團憑《帝女花65周年｜一系列九個項目》獲香港藝術發展局頒發「第十八屆香港藝術發展獎：藝術推廣及教育獎」。九個項目包括：重塑經典《帝女花》專業版，由三代12位主角交替演繹末代公主與駙馬，每日不同組合，迸發不同火花；向學生觀眾群推廣的《帝女花》戲台版、演唱版及朗讀版；《長平影像65影集》攝影比賽展覽；由香港管弦樂團世界首演跨界創新交響樂作品《落花滿天．管弦光影之旅》；跨界實驗創作「可惱也！黑盒劇場節」；跨界影片比賽「水波浪影片節」；及向任白唐致敬繼續創作的《拜將臺》六度公演。

## 劇團理念

### 舞台製作
粵劇與跨界 · 簡約精緻與現代科技
- 原創作品、重塑經典
- 一方都會一方特色，代表性品牌劇目

### 教育推廣
培育台上台下接班人 · 作品產業化邁向國際
- 寓娛樂於教育，連接當下啟廸世代
- 現場與線上演出市場化、圖文與數碼成品產業化

### 保存研究
保存都會文化遺產 · 研究跨界創新向度
- 資料搜集並整理，前瞻性研究
- 提高劇評水準，砥礪劇壇

## 劇團架構

### 董事會
| 主席：   | 張家龍               |
| 副主席： | 黎宇文               |
| 董事：   | 李奇峰 劉千石 許漢榮 |

### 幹事會
| 營運及創作總監： | 吳國亮        |
| 籌款及市場拓展： | 徐國榆 葉嘉碧 |
| 教育發展統籌：   | 洪海          |
| 視像戲曲研究員： | 黎宇文        |
| 粵劇文學研究員： | 許漢榮        |
| 舞台技術統籌：   | 黎宇文        |

### 顧問團
| 粵劇藝術顧問： | 葉紹德（1930 - 2009） 梁漢威（1944 - 2011） |
| 藝術教育顧問： | 張秉權 呂志剛                               |
| 創意產業顧問： | 何麗全 徐國榆 葉嘉碧                        |
| 跨界藝術顧問： | 奚仲文 羅冠蘭 梅卓燕                        |
| 法律顧問：     | 鮑嘉恆                                      |

## 舞台製作

### 2024
| 11月29至30日 廣東藝術劇院                 | 帝女花（第四屆粵港澳大灣區文化藝術節） 總監：陳善之、葉家寶；監製：黎宇文；導演：吳國亮；劇本修訂：吳國亮、張群顯；音樂設計：李哲藝；佈景設計：張正和；燈光設計：陳佩儀；影像設計：黃翰淋；音響設計：何長喜；音樂領導：毛奕俊；撃樂領導：陳燕鋒 主演：衛駿輝、白雪紅、洪海、鄧美玲、呂洪廣、郭啟煇、黃安晴 冠名贊助：李錦記 |
| 11月22至23日 佛山市演藝中心（瓊花大劇院） | 帝女花（第四屆粵港澳大灣區文化藝術節） 總監：陳善之、葉家寶；監製：黎宇文；導演：吳國亮；劇本修訂：吳國亮、張群顯；音樂設計：李哲藝；佈景設計：張正和；燈光設計：陳佩儀；影像設計：黃翰淋；音響設計：何長喜；音樂領導：毛奕俊；撃樂領導：陳燕鋒 主演：王志良、李沛妍、梁兆明、林穎施、廖國森、黃安晴 冠名贊助：李錦記       |
| 6月8日至9日 澳門文化中心綜合劇院          | 落花滿天．管弦光影之旅（與澳門樂團合辦） 作曲／指揮：李哲藝；製作總監：陳善之、葉家寶；監製：黎宇文；導演/文本/影像：吳國亮 |

### 2023
| 7月28日至30日 澳門威尼斯人劇場         | 金沙中國表演藝術計劃：帝女花65周年專業版 劇本：唐滌生；總監：陳善之、葉家寶；監製：黎宇文；導演：吳國亮；劇本修訂：吳國亮、張群顯 主演：白雪紅、梁兆明、王志良、林穎施、李龍、南鳳                                                                                       |
| 6月24日至25日 西九文化區戲曲中心大劇院 | 拜將臺（六度公演） 總監：陳善之、葉家寶；監製：黎宇文；導演：吳國亮；聯合編劇：吳國亮、張群顯 主演：洪海、鄭詠梅、李沛妍、廖國森、符樹旺、梁小飛、莫華敏 |
| 6月7日至18日 西九文化區戲曲中心大劇院  | 帝女花65周年大型製作專業版 劇本：唐滌生；總監：陳善之、葉家寶；監製：黎宇文；導演：吳國亮；劇本修訂：吳國亮、張群顯 主演：李龍、梁兆明、南鳳、衛駿輝、洪海、王志良、白雪紅、陳咏儀、鄧美玲、鄭詠梅、李沛妍、林穎施、廖國森、郭啟煇、莫華敏、芯融、梁非同、黃安晴、梁振文 |

### 2022
| 12月23日至24日 香港文化中心音樂廳      | 落花滿天．管弦光影之旅（與香港管弦樂團合辦）世界首演 作曲：李哲藝；指揮：廖國敏；製作總監：陳善之、葉家寶；監製：黎宇文；導演/文本/影像：吳國亮             |
| 5月13日至15日 香港藝術中心麥高利小劇場 | 可惱也！黑盒劇場節 \| 玩轉戲曲原創實驗@帝女花65幻想 探花：透過舞步......重新開放的身體觸覺（創作人：楊怡孜） 駙馬唔易做 話劇形式 x 粵劇形體（創作人：洪海） |

### 2021
| 12月17日至19日 香港藝術中心麥高利小劇場 | 可惱也！黑盒劇場節 \| 玩轉戲曲原創實驗@帝女花65幻想 庵遇：明末至今天，我們都在「維摩庵」（創作人：江駿傑） 好奇害死貓 帝女花啓示錄：殺貓救人的程式（創作人：李沛妍 x 鄭得恩）  |
| 11月11日 西九文化區戲曲中心大劇院       | 拜將臺（嶺南藝術雙年節2021開幕節目） 監製：黎宇文；導演/聯合編劇：吳國亮；聯合編劇：張群顯；音樂設計：李哲藝 主演：洪海、鄭詠梅、李沛妍、符樹旺、郭啟煇、梁小飛、莫華敏        |
| 9月24日至26日 香港文化中心劇場          | 紫玉成煙（2021重演）（與香港舞蹈團合作） 導演/編舞：楊雲濤；聯合導演/文本：吳國亮；概念策劃/錄像設計：黎宇文；音樂總監/作曲：李哲藝 主演：潘翎娟（舞者）；洪海、李沛妍（粵劇） |

### 2018
| 11月3日至4日 油麻地戲院          | 拜將臺（黑盒劇場版，賽馬會藝壇新勢力） 監製：黎宇文；導演：吳國亮；聯合編劇：吳國亮、張群顯 主演：洪海、符樹旺、鄭詠梅、郭啟煇、李沛妍、莫華敏、呂洪廣             |
| 8月30日至9月2日 香港文化中心劇場 | 紫玉成煙（與香港舞蹈團合作） 導演/編舞：楊雲濤；聯合導演/文本：吳國亮；概念策劃/錄像設計：黎宇文；音樂總監/作曲：李哲藝 主演：潘翎娟（舞者）；洪海、李沛妍（粵劇） |

### 2017
| 10月21日至22日 韓國首爾 Minsong Art Hall 2 | 拜將臺（重演，首爾表演藝術博覽會2017） 監製：黎宇文；導演：吳國亮；聯合編劇：吳國亮、張群顯 主演：洪海、呂洪廣、鄧美玲、符樹旺、鄭詠梅、莫華敏、阮德鏘 |

## 教育推廣

### 電台節目
2024年3月起：新城知訊台《戲曲大世界》（主持：葉泳詩；嘉賓主持：吳國亮、黎宇文）
2016年10月至2024年2月：新城知訊台《世界隨意門 - 粵劇偈》（主持：葉泳詩；嘉賓主持：吳國亮、黎宇文）
2015年11月至2016年10月：新城數碼生活台《大世界好香港 - 粵劇偈》（主持：葉泳詩；嘉賓主持：吳國亮、黎宇文）

### 展覽
2022年10月16日至25日：《長平影像65影集》（冠名贊助：希慎興業），利舞臺廣場

### 影像
2024年2月6日：《水波浪影片節：國際徵集暨比賽》首映（合作夥伴：Cityline、文藝復興基金會、香港兆基創意書院） ，香港兆基創意書院多媒體劇場。

### 導賞/工作坊
2024年11月23日至24日：《帝女花》佛山巡演遊學團，佛山市。
2023年6月7日至25日：《帝女花》、《拜將臺》演前導賞（主持：許漢榮、張群顯、張正和），西九文化區戲曲中心。
2021年11月8日：《拜將臺》粵劇工作坊，嶺南藝術雙年節，嶺南大學。
2018年11月2日：【賽馬會藝壇新勢力】演前幕後：《拜將臺》劇場導賞團（主持：許漢榮），油麻地戲院。
2018年8月11日：《紫玉成煙》演前導賞講座「從粵劇、電影到舞蹈劇場：跨媒體的唐滌生幻想」（對談嘉賓：洛楓、楊雲濤、吳國亮、黎宇文），美荷樓多用途室。

## 保存研究

### 出版
2016：《紫釵記（首輪演出劇本及英文譯本），校對：張群顯》，香港：桃花源粵劇工作舍（ISBN 9789889785802）。
2007：《粵曲小曲實驗教學計劃跨學科教材》（優質教育基金資助），香港：桃花源粵劇工作舍（ISBN 9789889785819）。

### 影像
2006：《紫釵記》、《蝶影紅梨記》（重新嵌接校正．足本電影公映），5月28日至7月10日：葵青劇院演藝廳。

## 外部連結
- 桃花源粵劇工作舍官方網站 （页面存档备份，存于）
- 桃花源粵劇工作舍Facebook專頁